# 5-cm KwK 39
Ne pas confondre ce canon long de 60 calibres avec le 5-cm KwK 38 long de 42 calibres.
Le 5-cm KampfWagenKanone 39 (KwK signifiant « canon pour véhicule de combat ») est l'armement principal des dernières versions du SdKfz.141 Panzerkampfwagen III, char de combat de la Wehrmacht durant la Seconde Guerre mondiale, ainsi que de la voiture blindé SdKfz.234/2 Puma. Il est la déclinaison embarquée du 5-cm Pak 38 tracté avec lequel il partage les mêmes caractéristiques balistiques. Si sa munition explosive demeure faible en usage antipersonnel, ses performances antichars en nette amélioration face à celles du 5-cm KwK 38 plus court lui permettent enfin d'engager en 1942 le T-34 soviétique et les chars alliés aux distances moyennes d'engagement.
Hitler lui-même avait demandé dès août 1940 que soit installé le canon long de 60 calibres, mais les difficultés d'usinage font qu'il ne le sera effectivement qu'en décembre 1941. Cette année-là, 1 845 Sd.Kfz. 141 sont assemblés, dont une quarantaine (désormais différenciés en Sd.Kfz 141/1) pourvue du KwK 39 long. Il sera produit pour ce char jusqu'en février 1943, le KwK 39/1 du Puma l'étant jusqu'à la mi-1944.
Les Allemands nommèrent communément les modèles à canons longs « lang », tandis que les britanniques en Afrique du Nord les identifiaient comme « Mark III special ».
Le 7,5-cm KwK 40 du PzKwg IV se montrant plus efficace, la priorité sera donnée à ce char dès avant la Bataille de Koursk, les Panzer III « lang  » étant progressivement retirés du front et convertis pour d'autres usages. Toutefois, lors de cette bataille, ceux-ci constituent encore la moitié des effectifs en chars de combat de la Panzerwaffe (34 % de Panzer IV). A la fin de la guerre, ces chars équipent encore des unités blindés de réserve (ersatz) mais ne voient plus le combat.

## Modèles de chars
Les premiers modèles du Panzer III portaient un KwK 36 de 37 mm, déjà insuffisant lors de la Bataille de France. Le canon KwK 38 de 42 calibres le sera face à l'apparition des chars moyens et lourds soviétiques. 
Le Panzer III modèle (ausführung) J est doté initialement du KwK 38 /L42. Il reçoit en décembre 1941 le KwK 39 de 60 calibres, la longueur des munitions faisant baisser la dotation de 99 à 84 projectiles. 1067 exemplaires du ausf. J/1 furent construits jusqu'en juillet 1942. Deux autres modèles Sd.Kfz 141/1 furent dotés en série de ce tube, les ausf. L (653 exemplaires) et ausf. M. (250 exemplaires). La production de ce dernier prend fin en février 1943. L'ultime version du char, l'ausf. N (Sd.Kfz 141/2), sera une version d'appui doté du canon court 7,5-cm KwK 37. Divers modèles antérieurs, retournés en usine à la suite d'avaries, furent réarmés avec le canon long,.
Si le prototype de char léger VK 1602 Leopard n'est pas entré en production, sa tourelle avec un 5-cm KwK 39/1  équipera en 1944 la voiture blindée à roues SdKfz 234/2 Puma. Bien que n'étant plus aux standards de cette sixième année de guerre, le canon long donne aux  unités de reconnaissance la puissance de feu antichar qui leur faisait défaut. La bouche à feu est équipée d'un frein de bouche pour diminuer le recul dans la tourelle exigüe.

## Munitions
Plusieurs munitions offensives furent utilisées avec ce canon. D'une part, une munition explosive, d'autre part, des munitions antichars, atout principal de ce canon doté d'une bonne vitesse initiale.

### LaSprenggranate 38(explosive)
La munition explosive et antipersonnel pèse 1,78 kg, avec une charge explosive (TNT) de 165 g. Celle-ci est inférieure à celle des grenades à manche standards, et ne peut prendre à partie les bâtiments ou abris fortifiés, ni assurer un soutien d'infanterie efficace. Celui-ci reste le fait des blegleitpanzer, les chars de soutien, soient les Panzer IV à canon court de 24 calibres.

### LesPanzergranaten(antichars)
Le KwK 39 est avant tout développé pour accroître les performances antichars des panzers allemands. Le Panzer III, char de bataille principal de la Wehrmacht à défaut d'être le plus nombreux, manquait en effet de puissance de feu face aux chars moyens alliés en 1940 avec son 3,7-cm KwK 36, et encore contre les soviétiques durant Barbarossa avec son 5-cm KwK 38.

#### Panzergranate 39
Succédant à une PzGr. peut utilisée, l'obus antichar modèle 1939 est le même que celui du canon KwK 38 /L42 (poids de 2,06 kg). Sa douille toutefois est plus longue (et partant, la culasse du canon) avec une longueur de 419 mm (les deux munitions sont donc incompatibles). Sa puissance couplée au tube long de 3 m (contre 2,10 m), la vitesse à la bouche est augmentée de 150 m/s pour atteindre les 835 m/s. A 500 m, la PzGr. 39 est ainsi théoriquement encore capable de percer les parois d'un T-34/76 (45 mm de blindage inclinés à 45°). Elle demeure néanmoins encore faible à moyenne distance et son allonge ne met pas le char à l'abri des tirs adverses.
| Comparaison des performances antichars de la panzergranate 39 avec les munitions APCBC ou APBC contemporaines (c.1942). Blindage incliné à 30°, | Comparaison des performances antichars de la panzergranate 39 avec les munitions APCBC ou APBC contemporaines (c.1942). Blindage incliné à 30°, | Comparaison des performances antichars de la panzergranate 39 avec les munitions APCBC ou APBC contemporaines (c.1942). Blindage incliné à 30°, | Comparaison des performances antichars de la panzergranate 39 avec les munitions APCBC ou APBC contemporaines (c.1942). Blindage incliné à 30°, | Comparaison des performances antichars de la panzergranate 39 avec les munitions APCBC ou APBC contemporaines (c.1942). Blindage incliné à 30°, | Comparaison des performances antichars de la panzergranate 39 avec les munitions APCBC ou APBC contemporaines (c.1942). Blindage incliné à 30°, | Comparaison des performances antichars de la panzergranate 39 avec les munitions APCBC ou APBC contemporaines (c.1942). Blindage incliné à 30°, | Comparaison des performances antichars de la panzergranate 39 avec les munitions APCBC ou APBC contemporaines (c.1942). Blindage incliné à 30°, | Comparaison des performances antichars de la panzergranate 39 avec les munitions APCBC ou APBC contemporaines (c.1942). Blindage incliné à 30°, | Comparaison des performances antichars de la panzergranate 39 avec les munitions APCBC ou APBC contemporaines (c.1942). Blindage incliné à 30°, | Comparaison des performances antichars de la panzergranate 39 avec les munitions APCBC ou APBC contemporaines (c.1942). Blindage incliné à 30°, | Comparaison des performances antichars de la panzergranate 39 avec les munitions APCBC ou APBC contemporaines (c.1942). Blindage incliné à 30°, | Comparaison des performances antichars de la panzergranate 39 avec les munitions APCBC ou APBC contemporaines (c.1942). Blindage incliné à 30°, | Comparaison des performances antichars de la panzergranate 39 avec les munitions APCBC ou APBC contemporaines (c.1942). Blindage incliné à 30°, |
| Nationalité | Reich allemand | Reich allemand | Reich allemand | Reich allemand | Reich allemand | Union soviétique | Union soviétique | Union soviétique | Royaume-Uni | Royaume-Uni | États-Unis | États-Unis | États-Unis |
| Canon | 5 cm L/60 KwK 39 | 3,7 mm L/45 KwK 36 | 5 cm L/42 KwK 38 | 7,62 cm L/51 PaK 36(r) | 7,5 cm L/43 KwK 40 | 57 mm L/73 ZiS-2 | 76,2 mm ZiS-3T | 76,2 mm F-34 | 40 mm OQF 2 pdr | 57 mm L/50 6 pdr Mk V | 37 mm L/57 M36 | 75 mm L/31 M2 | 75 mm L/40 M3 |
| Char principal | PzKpfw III | PzKpfw III | PzKpfw III | - | PzKpfw IV | - | - | T-34/76 | Crusader | Crusader III | M3A1 Stuart | M3 Grant | M4 Sherman |
| Munition | Pzgr.39 | Pzgr.39 | Pzgr.39 | Pzgr. 39 | Pzgr.39 | BR-271 K | BR-350 A | BR-350 B | AP Mk I | Shot Mk 8T | M51 shot | M61 shot | M61 shot |
| Vitesse initiale | 835 m/s | 745 m/s | 685 m/s | 720 m/s | 740 m/s | 990 m/s | 710 m/s | 679 m/s | 792 m/s | 846 m/s | 884 m/s | 588 m/s | 610 m/s |
| --- | --- | --- | --- | --- | --- | --- | --- | --- | --- | --- | --- | --- | --- |
| perforation à 100 m : | 69 mm | 34 mm | 54 mm | 98 mm | 98 mm | 91 mm | 66 mm | 74 mm | 61 mm | 94 mm ? | 59 mm | 72 mm | 76 mm |
| à 500 m : | 59 mm | 29 mm | 46 mm | 90 mm | 91 mm | 76 mm | 56 mm | 62 mm | 55 mm | 72 mm | 52 mm | 65 mm | 69 mm |
| à 1 000 m : | 47 mm | 22 mm | 36 mm | 79 mm | 82 mm | 60 mm | 46 mm | 55 mm | ± 45 mm | 63 mm | 46 mm | 55 mm | 60 mm |
| à 1 500 m : | 37 mm | 19 mm | 28 mm | 73 mm | 72 mm | 50 mm | 38 mm | 48 mm | 39 mm ? | 46 mm | 40 mm | 51 mm | 55 mm |

Le KwK 39 /L60 permet à la Panzerwaffe de rattraper son retard en termes de puissance de feu ; toutefois, il ne surpasse nullement les canons adverses, et il faudra attendre la mise en service des canons de 75 mm longs pour assurer une supériorité tactique sur le champ de bataille, qui ne pourra toutefois compenser l'importance matérielle alliée.

#### Panzergranate 40

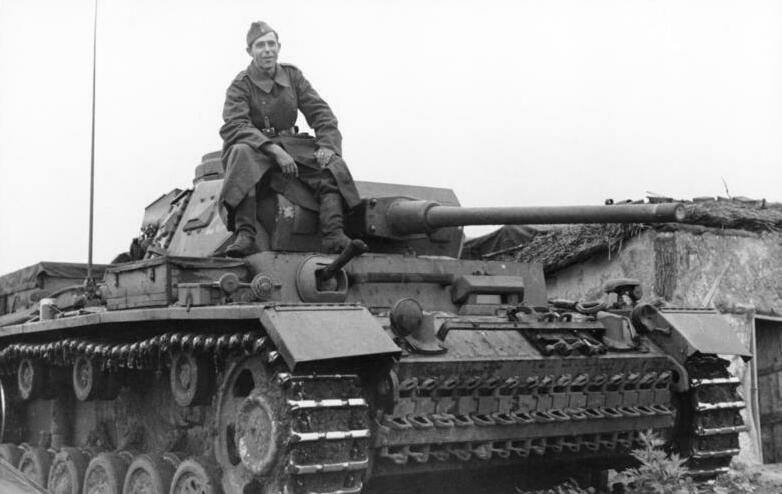
Panzer III ausf. J tardif avec un KwK 39/L60 pourvu d'un masque de canon à l'embouchure pour limiter l'encrassement du tube.

La PzGr.40 est un obus APCR à carbure de tungstène, alliage stratégique rare mais très résistant face aux blindages ennemis. Plus petit qu'un obus APCBC (920 g), il bénéficie d'une énergie cinétique importante qui décroit avec la distance parcourue. La vitesse initiale est très importante, et s'approche même de celle du 7,5-cm PaK 41 avec 1 180 m/s.
| Distance | Pénétration à 30 degrés, |
| -------- | ------------------------ |
| 100 m    | 130 mm                   |
| 500 m    | 72 mm                    |
| 1 000 m  | 38 mm                    |

La munition apparait efficace à courte distance, en premier lieu, contre les chars lourds adverses, tels les Churchill britanniques ou KV-1 soviétiques.
En remplacement du tungstène, une munition APCR en acier sera développée : la PzGr. 40/1 perce à 100 m tout de même 116 mm de blindage incliné à 30°.